# Far l’amore
«Far l’amore» (с итал. — «Займись любовью») — песня французского продюсера и диджея Боба Сиклера, являющая собой переработку сингла «A far l’amore comincia tu» 1976 года итальянской певицы Рафаэллы Карра. Песня была выпущена как сингл 17 марта 2011 года и имела успех у европейской публики, став одним из главных летних хитов.

## Чарты

### Еженедельные чарты
| Чарт (2011-12)                  | Высшая позиция |
| ------------------------------- | -------------- |
| Австрия (Ö3 Austria Top 40)     | 23             |
| Бельгия/Валлония (Ultratop 50)  | 7              |
| Бельгия/Фландрия (Ultratop 50)  | 15             |
| Германия (GfK)                  | 46             |
| Испания (PROMUSICAE)            | 7              |
| Италия (FIMI)                   | 6              |
| Нидерланды (Dutch Top 40)       | 27             |
| Нидерланды (Single Top 100)     | 16             |
| Словакия (Rádio — Top 100)      | 15             |
| СНГ (TopHit)                    | 108            |
| Украина (TopHit)                | 28             |
| Франция (SNEP)                  | 26             |
| Чехия (Rádio — Top 100)         | 15             |
| Швейцария (Schweizer Hitparade) | 16             |

### Годовые чарты
| Чарт (2011)                     | Позиция |
| ------------------------------- | ------- |
| Бельгия/Валлония (Ultratop 50)  | 27      |
| Бельгия/Фландрия (Ultratop 50)  | 78      |
| Швейцария (Schweizer Hitparade) | 75      |
| Украина (Tophit)                | 94      |

## Сертификации
| Регион                                                       | Сертификация | Продажи |
| ------------------------------------------------------------ | ------------ | ------- |
| Италия (FIMI)                                                | Платиновый   | 30 000* |
| * Данные о продажах приведены только на основе сертификации. |              |         |

## Использование в медиа
- Песня использовалась в качестве саундтрека в фильме Паоло Соррентино «Великая красота» 2013 года[22].